# 鄭根
鄭根（越南语：／；1633年7月18日—1709年6月17日），是越南後黎朝的重要政治、軍事人物，也是鄭氏政權的第六代領袖（1682年－1709年），封號定南王（越南语：／）。

## 生平
鄭根是鄭柞的第四子，德隆五年六月十三日（1633年7月18日）出生。盛德四年（1656年），晋封副都將太保富郡公，開佐國營，率領軍隊前往乂安處與阮主軍隊作戰。次年（1657年），兼撫治乂安，升太傅。永壽三年（1660年），晉封欽差節制各處水步諸營兼總政柄太尉宜國公，開理國府。陽德元年（1672年），曾奉父命帶兵攻打阮氏。
陽德三年（1674年），鄭根晉封為元帥典國政定南王。正和三年（1682年），鄭柞去世，鄭根嗣位。正和五年（1684年），鄭根晉封為大元帥總國政上聖父師盛功仁明威德定王。
鄭根執政期間，鄭阮紛爭已經結束。因此鄭根致力於行政改革，通過定期考核來任免官職。他同時改革了法律，並禁止公眾賭博。在鄭根的治理下，越南北方開始復興，根據大越史記全書記載，稱當時「紀綱振舉，賞罰嚴明，公卿多稱所職，百吏奉法，庶民安業，永治，正和之政，號爲中興首稱焉。」
正和十五年（1694年），瀾滄王國國王苏里亚·旺萨病逝，瀾滄王國陷入內戰。鄭根趁機派遣軍隊入侵瀾滄。在鄭氏政權與暹羅的武裝介入下，瀾滄王國分裂為三個小國，並同時向鄭氏政權與暹羅進貢。
永盛二年（1706年），鄭根脅迫黎熙宗退位。皇太子黎維禟繼位，是為黎裕宗。
永盛五年五月初十日（1709年6月17日），鄭根病逝，壽七十七歲。諡號融斷，廟號昭祖（越南语：／），尊封為康王（越南语：／）。歷代累加美字為洪猷神智雄才宣義敷道立政淵懿神智聖武文功承烈顯謨監憲秉哲保國綏方光前振後制治垂準盛業大功恢綱振紀綏內寧外康王。

## 家族
- 父：弘祖陽王鄭柞
- 母：慈佑太妃武氏玉黃[1]

- 妃：
  - 慈慎賢妃阮氏玉鳳（Nguyễn Thị Ngọc Phụng）[1][註 1]
  - 妙美淑妃范氏玉𭦣（Phạm Thị Ngọc Quyền）[1]
  - 妙靜順妃吳氏玉淵（Ngô Thị Ngọc Uyên）[1]

- 子：
  - 長子：少傅良郡公、淳祖良穆王鄭栐[1]
    - 長孫：翊國府晉國公、睿祖晉光王鄭柄[3]
      - 長曾孫：僖祖仁王鄭棡[3]

  - 次子：理政府謙郡公鄭椽[4]
    - 孫：恒郡公鄭棆[5]
    - 孫：挺郡公鄭柭[5]
- 幼子：提郡公鄭閏[1]

- 女：[1]
  - 郡主鄭氏玉棶（嫁彬郡公鄭拾）
  - 郡主鄭氏玉槺（嫁貞祥侯黎時棠）
  - 郡主鄭氏玉欄（嫁忠郡公黎時寮）

## 腳註
1. ↑  一作莊順賢妃[2]。